# Denis Ableazin
Denis Mihailovici Ableazin (în rusă Денис Михайлович Аблязин, n. 3 august 1992, Penza, Regiunea Penza, Rusia) este un gimnast rus laureat cu trei medalii olimpice din două participari, la Jocurile Olimpice de vară din 2012 și la cele din 2016. A fost și campion mondial la sol la Campionatul Mondial de Gimnastică Artistică din 2014 și a câștigat cinci medalii de aur la Campionatul European, inclusiv patru la Campionatele europene de gimnastică artistică masculină din 2014. La Jocurile Olimpice de la Tokyo a câștigat medalia de aur cu echipa Rusiei.

## Legături externe
Materiale media legate de Denis Ableazin la Wikimedia Commons
- en  Prezentare[nefuncțională]
 la Federația internațională de gimnastică
- en Denis Ableazin la Olympedia.org